# Morte di san Filippo Benizi e resurrezione di un fanciullo
Morte di san Filippo Benizi e resurrezione di un fanciullo è un affresco (362x306 cm) di Andrea del Sarto, databile al 1510 e conservato nel Chiostro dei Voti della basilica della Santissima Annunziata di Firenze.

## Storia
Vasari spiegò nelle Vite i termini dell'allogazione delle Storie di san Filippo Benizi ad Andrea del Sarto da parte dei padri serviti, con l'interessamento in particolare del sagrestano fra' Mariano dal Canto delle Macine, il quale arrivò a minacciare l'artista di offrire il prestigioso incarico al Franciabigio e a un compenso molto più basso. Le fonti d'archivio non hanno restituito documenti esatti circa gli affreschi, ma solo sulla preparazione delle pareti per la stesura della pittura.
La sequenza cronologica delle scene tradizionalmente inizia con la Punizione dei bestemmiatori e prosegue con la Liberazione di un'indemoniata, la Morte di san Filippo Benizi e resurrezione di un fanciullo,  la Devozione dei fiorentini alle reliquie di san Filippo e San Filippo risana un lebbroso, ma Freedberg fece una nuova proposta basata su motivi stilistici (l'allontanamento dalle forme alla Ghirlandaio), che ordina la Liberazione di un'indemoniata, la Guarigione del lebbroso, poi la Morte, la Devozione e la Punizione.
Shearman poi ritenne invece più probabile la datazione tradizionale.
Della Morte di san Filippo Benizi e resurrezione di un fanciullo esiste una copia al Louvre (n. 1734).

## Descrizione e stile

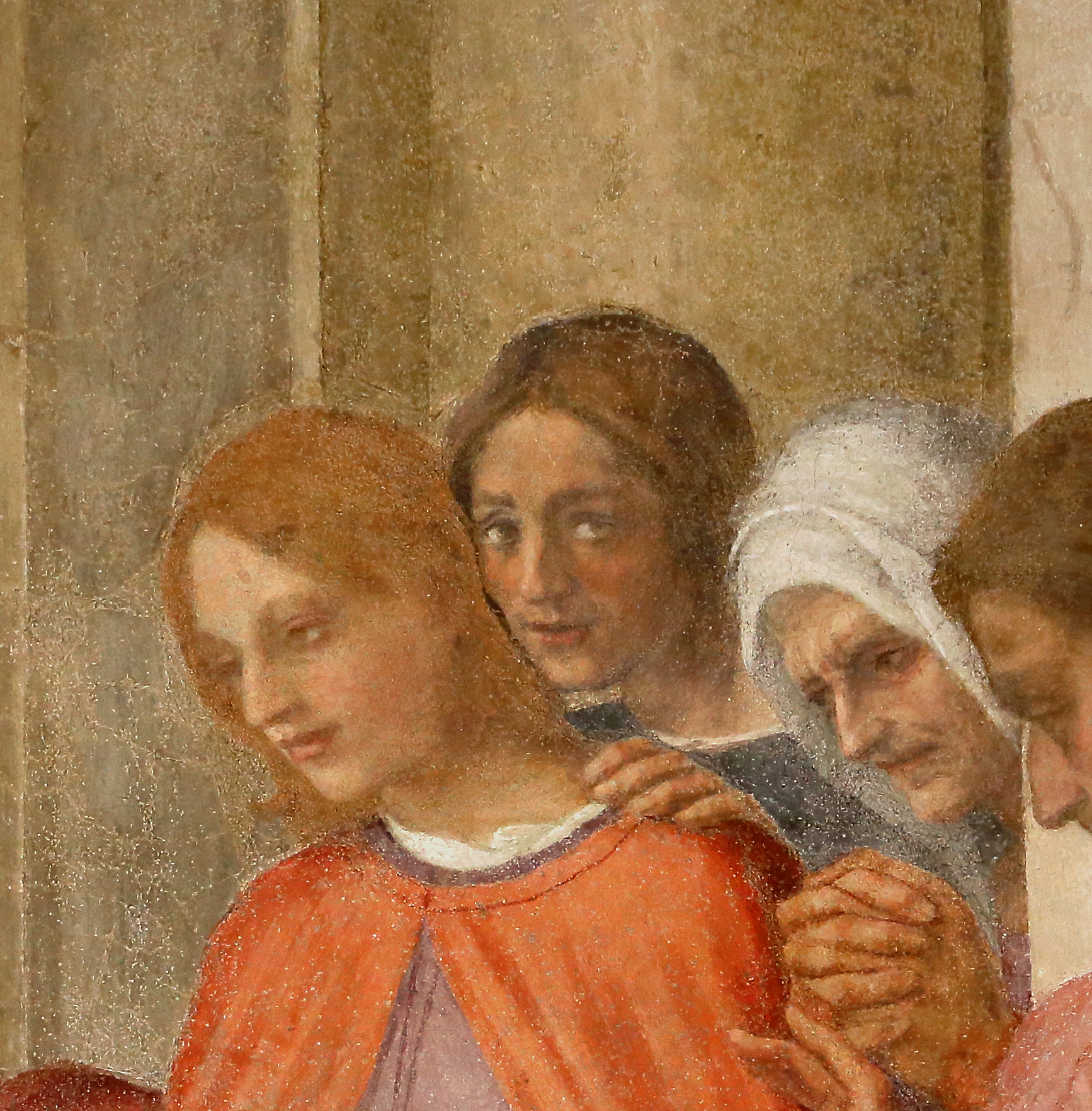
Dettaglio con possibile autritratto

«San Filippo è nella bara morto, et intorno è suoi frati lo piangono, aggiuntovi un putto morto anch'egli, che nel farli toccare la bara dove è San Filippo, risuscita», così Vasari descrisse questo affresco, che è ambientato davanti a un altare sotto un nicchione. L'ispirazione proviene evidentemente dalle Esequie di santa Fina del Ghirlandaio, che però Andrea tradusse in un insieme più movimentato e scandito nello spazio, grazie ai due gruppi di personaggi laterali disposti lungo diagonali in profondità.
Il miracolo del fanciullo che resuscita sembra pure riecheggiare un altro lavoro di Ghrilandaio, il Miracolo del fanciullo resuscitato nella Cappella Sassetti, anche se in questo caso Andrea usò una doppia rappresentazione del fanciullo prima morto (disteso) e poi in vita, per esprimere al meglio la dinamica del miracolo. Tale espediente in realtà non inventava niente di nuovo, essendo usato già nell'arte medievale, con un esempio a Firenze nella Resurrezione del fanciullo tra le Quattro storie di san Nicola di Ambrogio Lorenzetti.
Secondo la testimonianza del Vasari, nell'affresco è ritratto Girolamo della Robbia, forse nel giovane vestito di rosso di spalle.